# Randubrava
Randobravë en albanais et Randubrava en serbe latin (en serbe cyrillique : Рандубрава) est une localité du Kosovo située dans la commune/municipalité de Prizren et dans le district de Prizren/Prizren. Selon le recensement kosovar de 2011, elle compte 1 142 habitants, tous albanais.

## Démographie

### Évolution historique de la population dans la localité
| 1948 | 1953 | 1961 | 1971 | 1981  | 1991  | 2011  |
| ---- | ---- | ---- | ---- | ----- | ----- | ----- |
| 470  | 545  | 667  | 925  | 1 250 | 1 498 | 1 142 |

|  |